# Košťany nad Turcom
Košťany nad Turcom es un municipio situado en el distrito de Martin, en la región de Žilina, Eslovaquia. Tiene una población estimada, en septiembre de 2022, de 1381 habitantes.
Está ubicado al oeste de la región, cerca del curso alto del río Váh (cuenca hidrográfica del Danubio) y del parque nacional de Veľká Fatra.

## Demografía
| Año        | 1994 | 2004    | 2014     | 2024     |
| ---------- | ---- | ------- | -------- | -------- |
| Población  | 1089 | 1097    | 1300     | 1473     |
| Diferencia |      | +0,73 % | +18,50 % | +13,30 % |

| Año        | 2023 | 2024    |
| ---------- | ---- | ------- |
| Población  | 1440 | 1473    |
| Diferencia |      | +2,29 % |